# John Newland
John Newland (23 de novembre de 1917 - 10 de gener de 2000) va ser un director, actor, productor de televisió i guionista estatunidenc.

## Primers anys i carrera professional
Nascut a Cincinnati, Ohio, Newland va començar la seva carrera al vaudeville quan encara era adolescent. Després de traslladar-se a Nova York per estudiar interpretació, va servir al Cos Aeri de l'Exèrcit dels Estats Units durant la Segona Guerra Mundial. Després de la guerra, va signar amb Warner Bros. però es va limitar a interpretar petits papers. A principis de la dècada de 1950, Newland va començar a centrar-se únicament en papers televisius, apareixent en diversos episodis de Studio One, The Philco Television Playhouse, Tales of Tomorrow, Kraft Television Theatre,  Robert Montgomery Presents i Schlitz Playhouse of Stars.
Després de dirigir episodis de Letter to Loretta el 1953, Newland va dirigir dos episodis de Bachelor Father, Alfred Hitchcock Presents i Thriller (sèrie de televisió estatunidenca).
El seu debut com a director de llargmetratge That Night! (1957) va ser nominat a dos Premi BAFTA.
El 1959, Newland es va convertir en l'amfitrió i director de la sèrie de televisió paranormal One Step Beyond. La sèrie va acabar el 1961 i Newland va acollir el seu homòleg de curta durada The Next Step Beyond el 1978.
Després de la desaparició del seu One Step Beyond, Newland va dirigir un dels episodis de principis de 1964 The Man from U.N.C.L.E. anomenat "The Double Affair". El seu episodi va rebre imatges addicionals i es va estrenar als cinemes com a pel·lícula titulada The Spy with My Face. El 1966 va produir i dirigir tots els episodis menys un de la sèrie d'espies seriosa The Man Who Never Was per a la qual també va exercir com a escriptor. Alguns episodis es van unir i es van estrenar fora dels Estats Units com una pel·lícula anomenada Danger Has Two Faces. Més tard va dirigir episodis de The Sixth Sense, i Police Woman. A més d'actuar, dirigir i guionitzar, va produir diverses pel·lícules per a televisió.

## Mort
El 10 de gener de 2000, Newland va morir d'un ictus a Los Angeles, als 82 anys.

## Filmografia selecta

### Director
- That Night! (1957)
- The Thin Man (1 episodi, 1958)
- Bachelor Father (5 episodis, 1958–1959)
- One Step Beyond (74 episodis, 1958–1961)
- Checkmate (1 episodi, 1961)
- Thriller (4 episodis, 1961–1962)
- Route 66 (1 episodi, 1962)
- Naked City (1 episodi, 1962)
- The Defenders (1 episodi, 1962)
- The Nurses (1 episodi, 1963)
- The Man from U.N.C.L.E. (1 episodi, 1964)
- The Man Who Never Was (sèrie de televisió) (17 episodis 1966–1967)
- Star Trek (1 episodi, 1967)
- Daniel Boone (3 episodis, 1967–1969)
- Hawaii Five-O (1 episodi, 1970)
- The Name of the Game (1 episodi, 1970)
- My Lover My Son (1970)
- The Legend of Hillbilly John (1972)
- Night Gallery (1 episodi, 1972)
- The Sixth Sense (3 episodis, 1972)
- Don't be Afraid of the Dark (1973)
- Harry O (4 episodis, 1974–1975)
- Matt Helm (1 episodi, 1975)
- Police Woman (13 episodis, 1974–1978)
- The Next Step Beyond (17 episodis, 1978–1979)
- Wonder Woman (3 episodis, 1979)
- Flamingo Road (1 episodi, 1981)
- Whiz Kids (1 episodi, 1983)

### Actor
- Gentleman's Agreement (sense acreditar, 1947)
- Nora Prentiss (sense acreditar, 1947)
- 13 Lead Soldiers (1948)
- Kraft Television Theatre (11 episodis, 1949–1953)
- Studio One (2 episodis, 1950–1951)
- Lights Out (4 episodis, 1950–1952)
- The Philco Television Playhouse (7 episodis, 1950–1952)
- The Web (3 episodis, 1950–1953)
- Armstrong Circle Theatre (3 episodis, 1951–1952)
- Lux Video Theatre (1 episodi, 1952)
- Tales of Tomorrow (2 episodis, 1952–1953)
- Robert Montgomery Presents (36 episodis, 1952–1957)
- Schlitz Playhouse of Stars (5 episodis, 1953–1956)
- Letter to Loretta (13 episodis, 1956–1960)
- General Electric Theater (1 episodi, 1958)
- The Detectives Starring Robert Taylor (1 episodi, 1959)
- Thriller (Return of Andrew Bentley, 12-11-1961)
- Dr. Kildare (2 episodis, 1964)
- Night Gallery (1 episodi, 1972)

### Productor
- The Deadly Hunt (1971)
- Angel City (1980)
- The Five of Me (1981)
- The Execution (1985)
- Arch of Triumph (1985)
- Timestalkers (1987)
- Too Good to Be True (1988)

## Nominacions
| Any  | Premi      | Resultat  | Categoria    |
| ---- | ---------- | --------- | ------------ |
| 1953 | Premi Emmy | Nominated | Millor Actor |